# Гадяцький історико-краєзнавчий музей

Гадяцький історико-краєзнавчий музей.

У холі музею.

Гадяцький історико-краєзнавчий музей — створений 1967 року на громадських засадах.

## Загальна інформація
Гадяцький історико-краєзнавчий музей знаходиться в окремому приміщенні (8 кімнат) в центрі міста Гадяча. Налічує близько 2 тисяч експонатів, що розповідають про історію краю, видатних діячів, життя і творчість яких пов'язана з Гадяччиною. Одна з експозицій відтворює історію роду Драгоманових-Косачів. Зокрема, тут представлені матеріали про П. Мирного, Л. Українку. У Гадячі народилися її мати — Олена Пчілка та М. П. Драгоманов. Серед експонатів — меблі з вітальні будинку Драгоманових і особисті речі Лесі Українки.
У музеї, зокрема, зберігаються власноручна вишивка Лесі Українки (її особиста річ), статуетка «Єгиптянка», привезена письменницею з Єгипту; з бібліотеки М. П. Драгоманова — «Розвідки про українську народну словесність і письменство», «Листування Михайла Драгоманова з Мелітоном Бучинським 1871—1877» та інші брошури.
До музею належать також Гадяцькі підземелля.

## Експозиція